# Kauhou

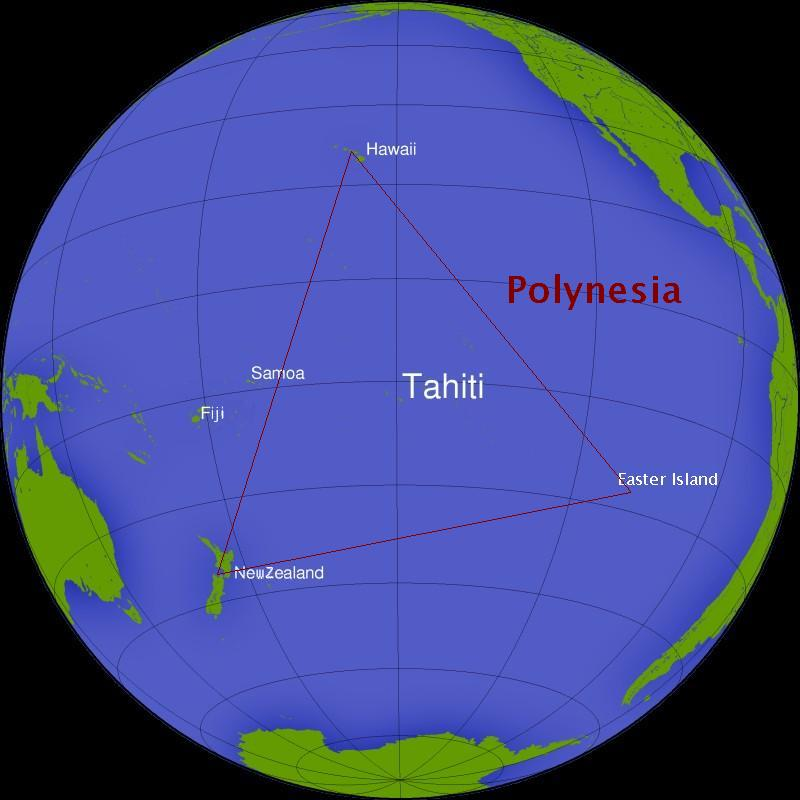
Polinezja na mapie Ziemi (zaznaczono wyspy Tahiti, Hawaje, Easter Island (ang. Wyspa Wielkanocna), Samoa, Fidżi

Kauhou – nowozelandzki rodowy wywód genealogiczny.

## Nazwy
Słowo to pochodzi z języka maoryskiego, w innych językach polinezyjskich wywody takie nazywane są: na Hawajach kuauhau, na Tahiti aufaufetti, na Markizach matau. Na Wyspie Wielkanocnej (Rapa Nui) wywody te były przez mędrców zapisywane pismem rongorongo na drewnianych tabliczkach, a same wywody były określane jako hahau. Z kolei na wyspach Samoa wyraz talagafa oznacza recytację takich wywodów.

## Znaczenie społeczne
Na wyspach polinezyjskich wywód rodowy miał szczególne znaczenie, ponieważ wśród ludów o ustroju patriarchalnym można było w ten sposób dowieść przynależności do danego rodu, którego majątek należał do wszystkich jego członków. Wyrecytowanie z pamięci wywodu rodowego oznaczało więc związek z danym rodem i korzystanie z jego dóbr materialnych, a przede wszystkim należenie do wspólnoty. Wywody były przekazywane ustnie z pokolenia na pokolenie oraz systematycznie uaktualniane.

## Długość wywodu
Istniały szczególnie prastare rody, których genealogię wywodzono od bogów lub bohaterów mitologicznych, przez co ich wywód był niezwykle długi. Na przykład król Dawid Laʻamea Kamanakapuʻu Mahinulani Nalaiaehuokalani Lumialani Kalākaua, który do 1891 sprawował władzę na Hawajach, dowodził, że pochodzi od Lailai – pierwszej kobiety, która zapoczątkowała jego ród mający 1006 generacji. Z kolei na wyspie Hiva Oa w archipelagu Markizów ród Tahia-Toho-Tie liczył według wywodu 145 pokoleń. O 180 generacjach mówił wywód dotyczący rodu, do którego należał naczelnik z wyspy Chatham.
Na pozostałym obszarze Polinezji wywody obejmowały krótszą listę imion przodków, tak np. na wyspie Samoa ród Tui-Aana wywodził 58 pokoleń wstecz, aż do 400 r. n.e. Inny, tahitański ród liczył 36 generacji, a na wyspie Rarotonga było ich 25.
W 1864 roku władca Wyspy Wielkanocnej potrafił wymienić w porządku chronologicznym przodków od XI w. n.e.

## Imiona przodków
Recytacją kauhou zajmowali się właściwi ludzie zwani orero, którym nie wolno było zmienić kolejności imion lub ich zapomnieć pod groźbą surowej kary. Jednak ponieważ każde imię w językach polinezyjskich niesie ze sobą jakieś znaczenie (przeważnie charakteryzuje człowieka lub jego czyny), stąd ich zapamiętywanie nie było trudne. Np. imię O afi mai saʻa saʻc (z genealogii pochodzącej z wyspy Samoa) oznacza Ogień oraz kara, Mutalal – Płonąca w oczekiwaniu, Mutia – Trawa, Mauu tonga – Południowy wiatr, Maateanca – Głaz waleczny w pętach etc.
Imiona te brzmią identycznie lub bardzo podobnie na różnych wyspach Pacyfiku, co przypuszczalnie oznacza, że ludy te mają wspólne tradycje lub to samo pochodzenie.